# Чемпіонат Німеччини з хокею 1947
Чемпіонат Німеччини з хокею 1947 — 30-й регулярний чемпіонат Німеччини з хокею, чемпіоном став СК Ріссерзеє.
Чемпіонат складався з двох етапів, на першому клуби грали на регіональному рівні, переможці яких на другому розіграли звання чемпіона. В чемпіонаті брали участь клуби з усіх окупаційних зон в тому числі Берліна.

## Південь

### Гессен
У чемпіонаті Гессен право на участь у фіналі здобули: Бад-Наугайм, СК Форстхаусштрассе (Франкфурт-на-Майні). Третім призером чемпіонату став СК 1880 Франкфурт.

### Фінал Заходу
В ньому взяли участь окрім «Бад-Наухайм», Штутгартер ЕК, «СЕК Швеннінгер» та СК Форстхаусштрассе (Франкфурт-на-Майні). Переможцем став «Бад-Наухайм» але через участь дискваліфікованого гравця до фіналу вийшов Штутгартер ЕК.

### Баварія
У баварському чемпіонаті перемогу здобув СК Ріссерзеє, який переграв у фіналі ХК Фюссен 4:3. Наступні місця посіли: ХК Аугсбург, СК Мюнхен, Мюнхенер ЕВ та ЕВ Тегернзе.

### Фінал півдня
- Гарміш-Партенкірхен. СК Ріссерзеє — Штутгартер ЕК 16:2

## Північ

### Берлін
Чемпіоном став клуб СК Берлін (під новою назвою), також брали участь: СГ Темпельхоф і СГ Панков.

### Фінал півночі
Берлінцям протистояли клуби Дюссельдорфа та Крефельда.

## Фінал
- Гарміш-Партенкірхен, 8000 глядачів. СК Ріссерзеє — СК Берлін 10:1 (4:0, 3:0, 3:1)

## Склад чемпіонів
Склад СК Ріссерзеє: Вільгельм Еггінгер, Франц Дольна, Густав Єнеке, Ганц Ланг, Вольф Рьогрі, Філіпп Шенк, Вальтер Шмідінгер, Гуго Спет, Георг Штробль, Карл Вільд, Франц Штерн. Тренер: Франц Крайзель.